# Гринхилл, Джон
Джон Гринхилл (англ. John Greenhill; 1644, Солсбери, графство Уилтшир — 19 мая 1676, Лондон) — английский живописец-портретист, гравёр и рисовальщик третьей четверти XVII века.

Из всех художников, вышедших из мастерской сэра Питера Лели (1618—1680), — наиболее значительного живописца Англии конца XVIII века, — Джон Гринхилл был самым прекрасным.— Джордж Вёрчью (George Vertue, 1684—1756), английский гравёр и антиквар.

## Биография
Джон Гринхилл родился в Солсбери в семье Джона Гринхилла Старшего, архивариуса епархии Солсбери, и Пенелопы Чампниз (Champneys). Джон был старшим сыном в семье и джентльменом по происхождению. Став учеником портретиста Питера Лели, быстро освоил карандашный рисунок, а вскоре и живопись маслом.
Поначалу очень трудолюбивый, Гринхилл слишком рано связал себя женитьбой.

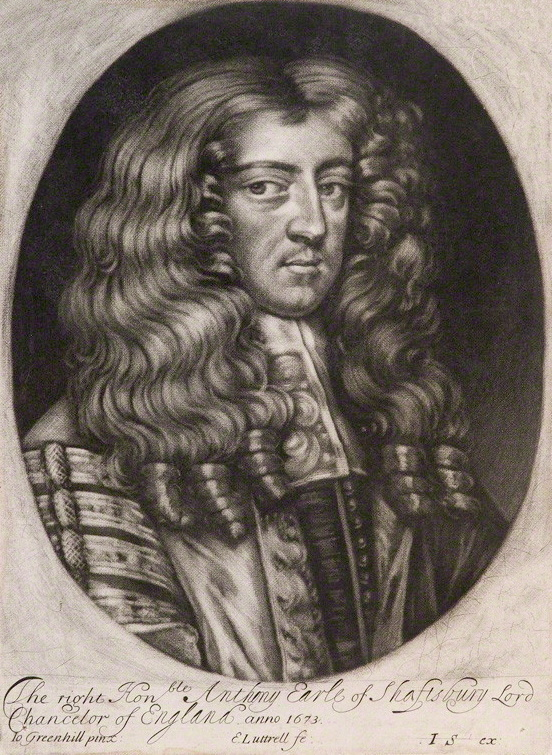
Энтони Эшли-Купер, 1-й граф Шефтсбери, ок. 1672-73
Гравюра меццотинто Эдварда Люттрелла
с портрета кисти Джона Гринхилла.
Национальная портретная галерея, Лондон

Склонный к поэтическому восприятию жизни, он был очень приятен в беседе.
Вкус к поэзии и драме и соседство его жилища в Ковент-Гардене к театрам связали его с весёлой, но, в конце концов, несчастливой средой театральной богемы. И хотя даже на шумных застольях художник не выпускал из рук карандаша и рисовал портреты актёров, мало помалу вредные привычки взяли верх.
19 мая 1676 года, возвращаясь после пирушки из одного из заведений («Vine Tavern», Холборн) в сильном подпитии, он свалился в сточнную канаву на англ. Лонг-Акре; добрые люди вытащили и донесли беспомощного художника до его дома рядом с площадью Линкольнс-Инн-Филдс, но он в тот же день умер.
Джон Гринхилл был похоронен на кладбище церкви англ. Сент-Джайлз в центре Лондона.
Питер Лели предоставил вдове и семье умершего художника постоянное воспомоществование.
Среди почитателей таланта Гринхилла была романистка и драматург, Афра Бен (Mrs Aphra Behn); при жизни художника она вела с ним постоянную любовную переписку, а после смерти проливала слёзы в сочинённом ею напыщенном панегирике (недоступная ссылка) (англ.).

### Брат
Генри Гринхилл (1646—1708), младший брат Джона, также родился в Солсбери. Он отличился на торговой службе в Вест-Индии, и был пожалован званием адмирала. В 1689 Генри Гринхилл получил должность в Министерстве транспорта, а в 1691 стал одним из главных комиссаров флота.
Офортный портрет юного Генри Гринхилла исполнен старшим братом в 1667 году.

## Творчество

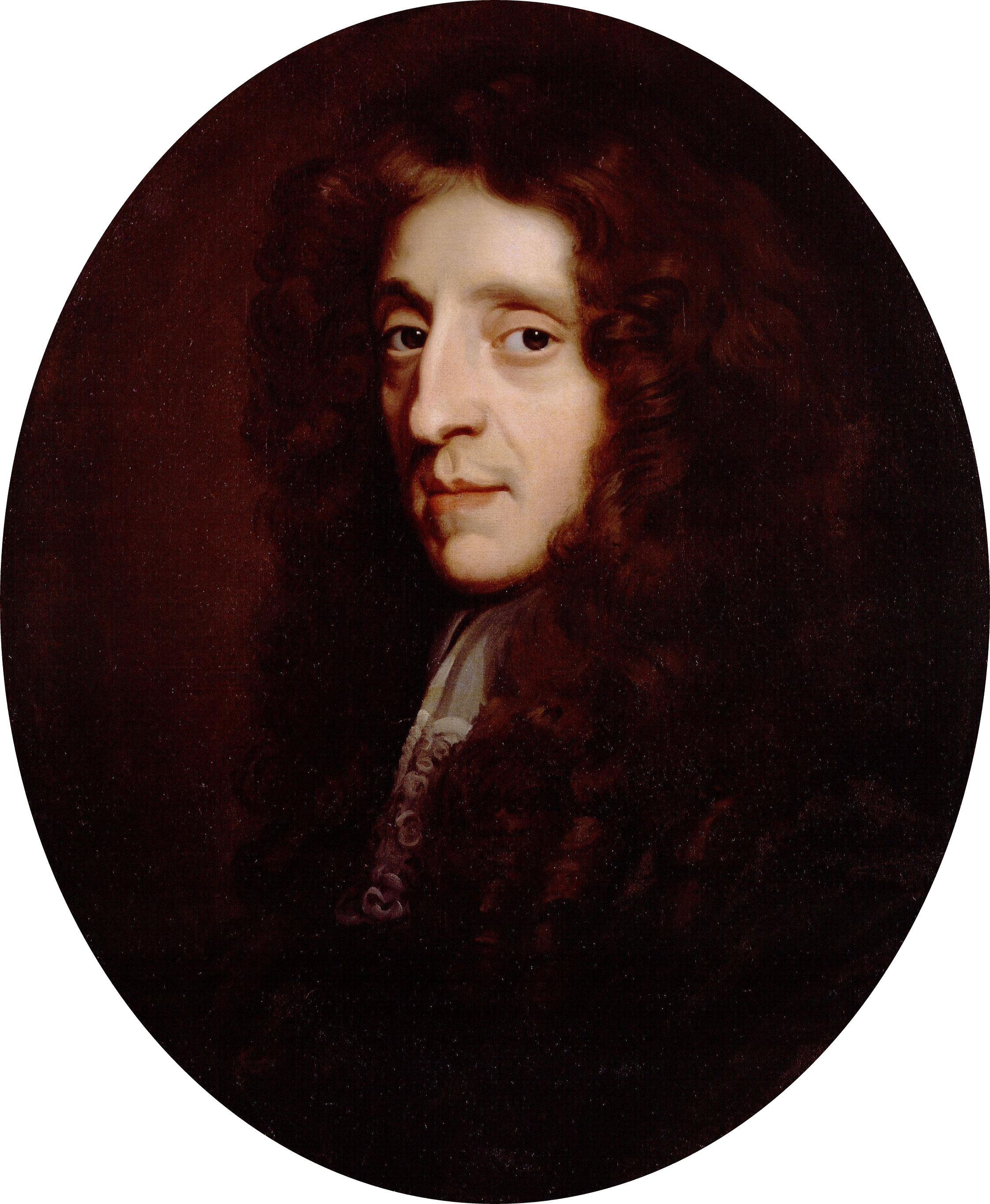
Портрет философа Джона Локка
между 1672 и 1676; холст, масло, овал
Национальная портретная галерея (Лондон)

Основав вскоре после выхода из мастерской Лели собственную портретную студию, Джон Гринхилл уже сам получал заказы на портреты от многих видных придворных, например, от Анны Хайд, Герцогини Йоркской, и даже от самого короля Карла II (Портрет Карла II, ок. 1665, холст, масло 127 × 101.5 см, англ. Шир Холл, Уорик). Как офортист работал по живописным оригиналам других художников, в частности участвовал в знаменитом проекте Антониса Ван Дейка «Иконография».

## Галерея

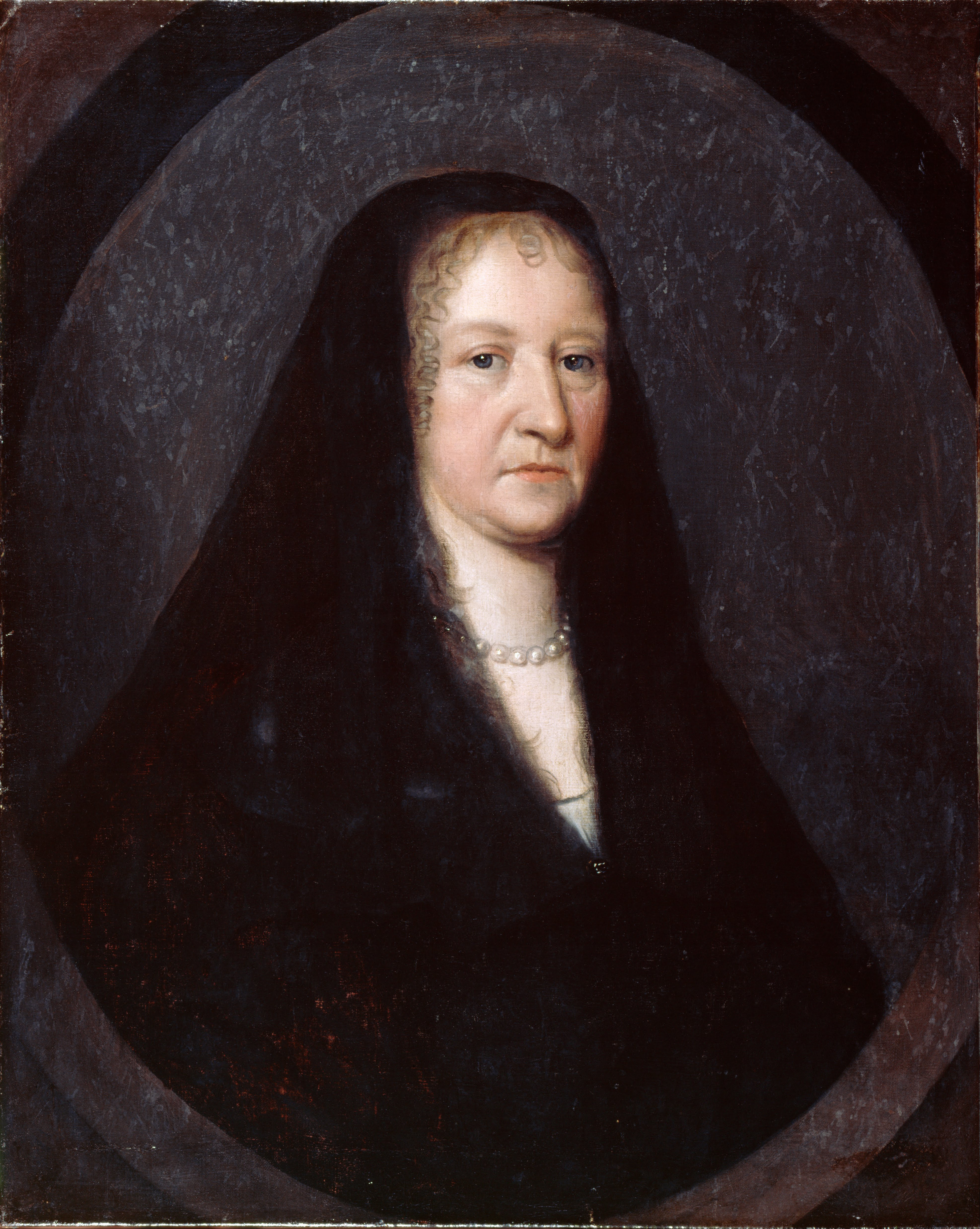
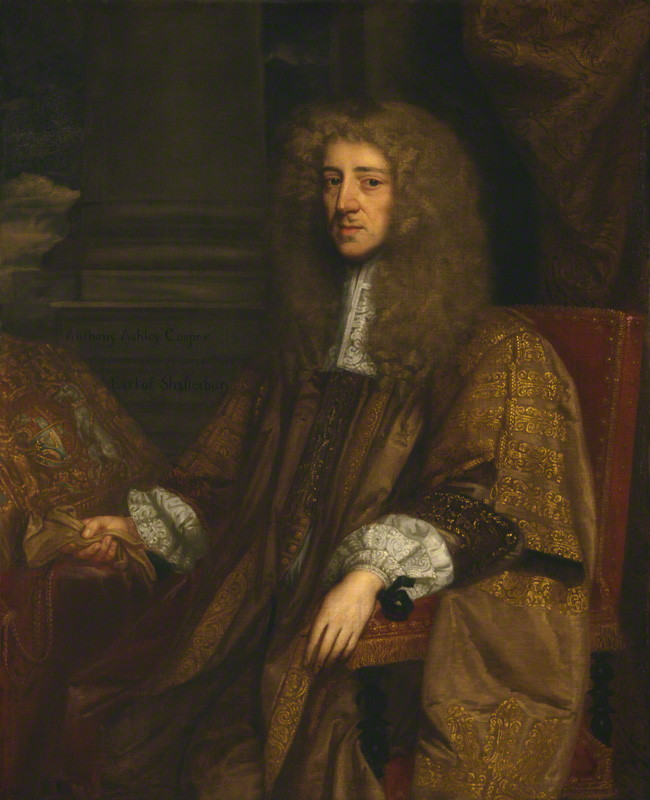
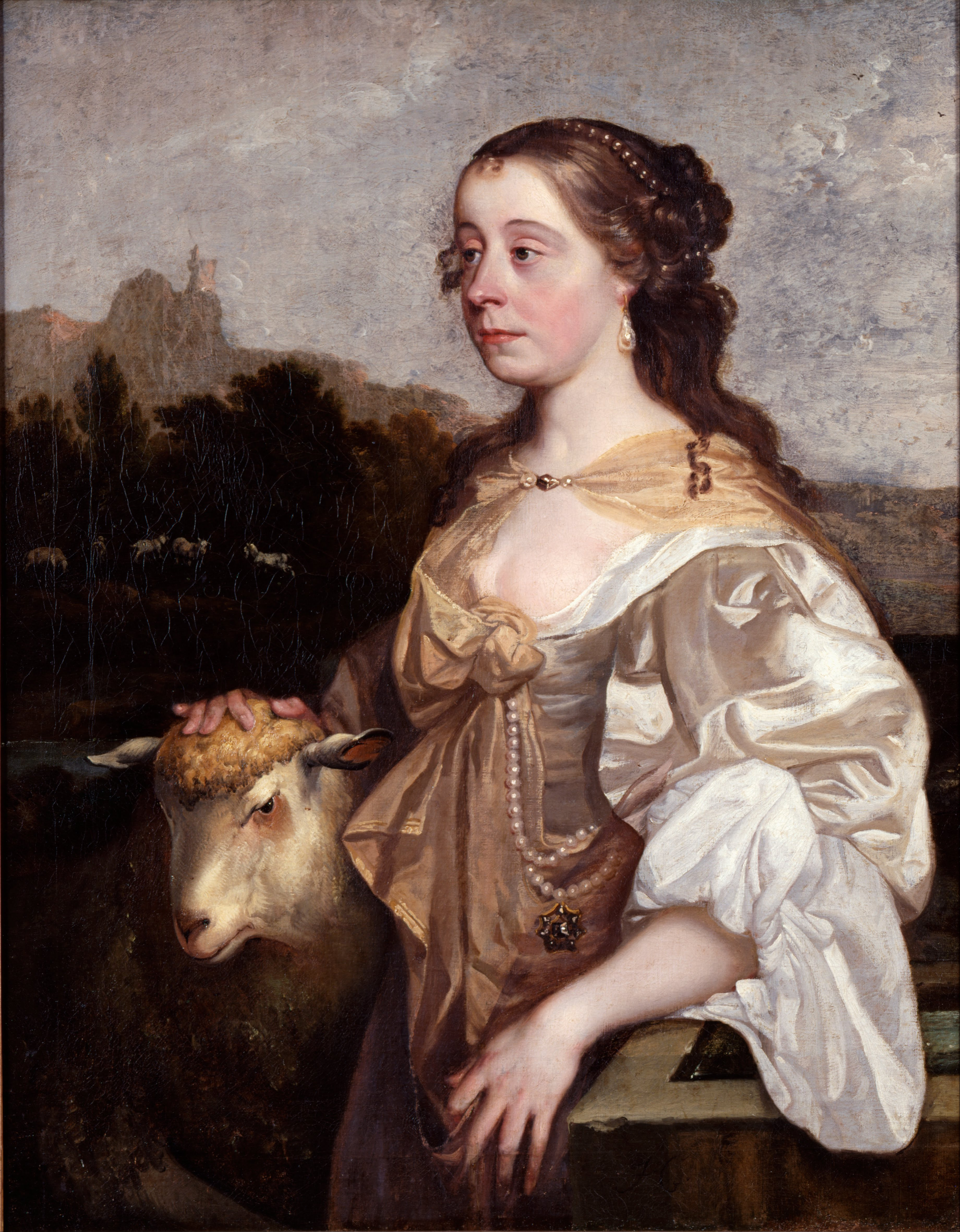
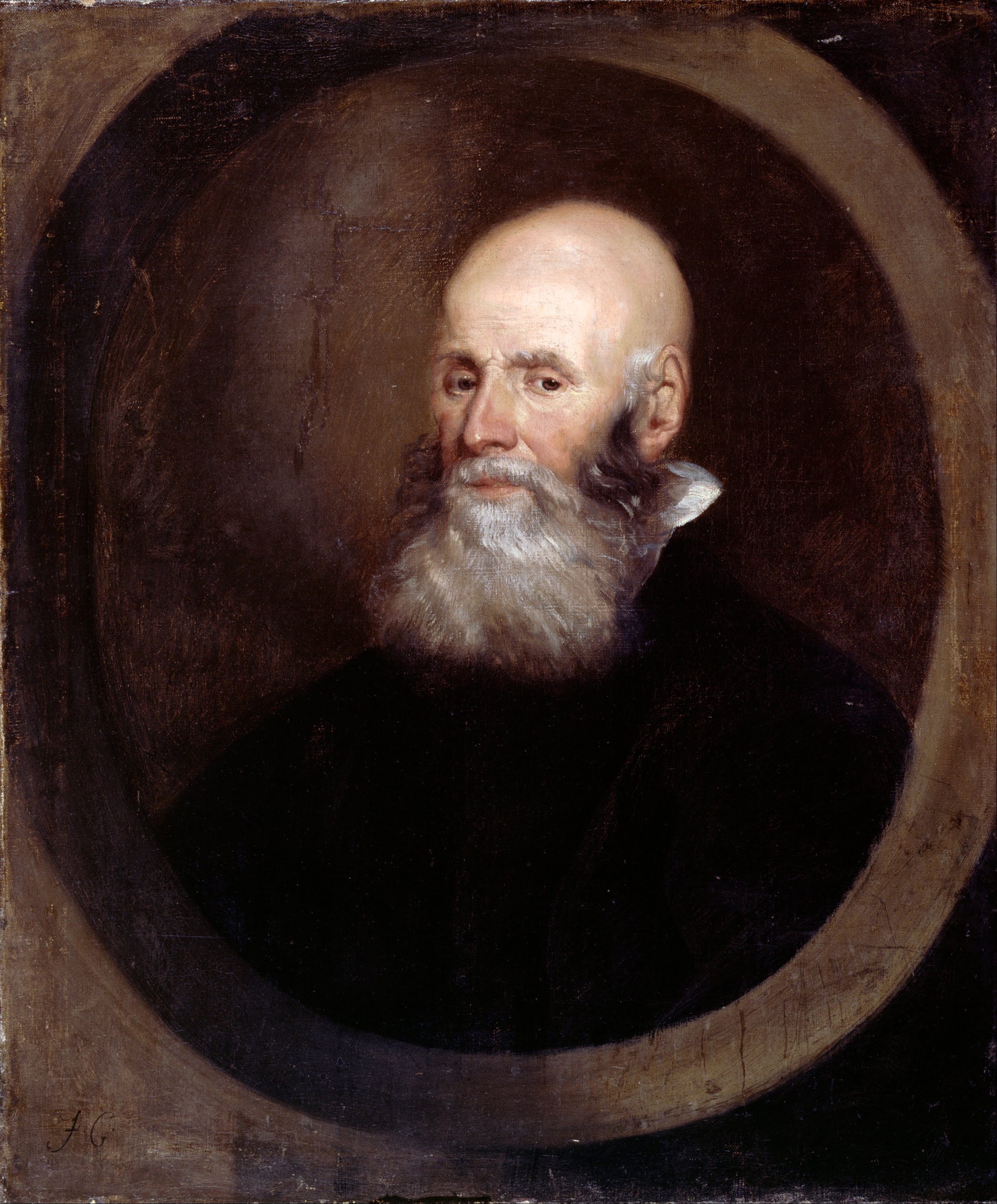
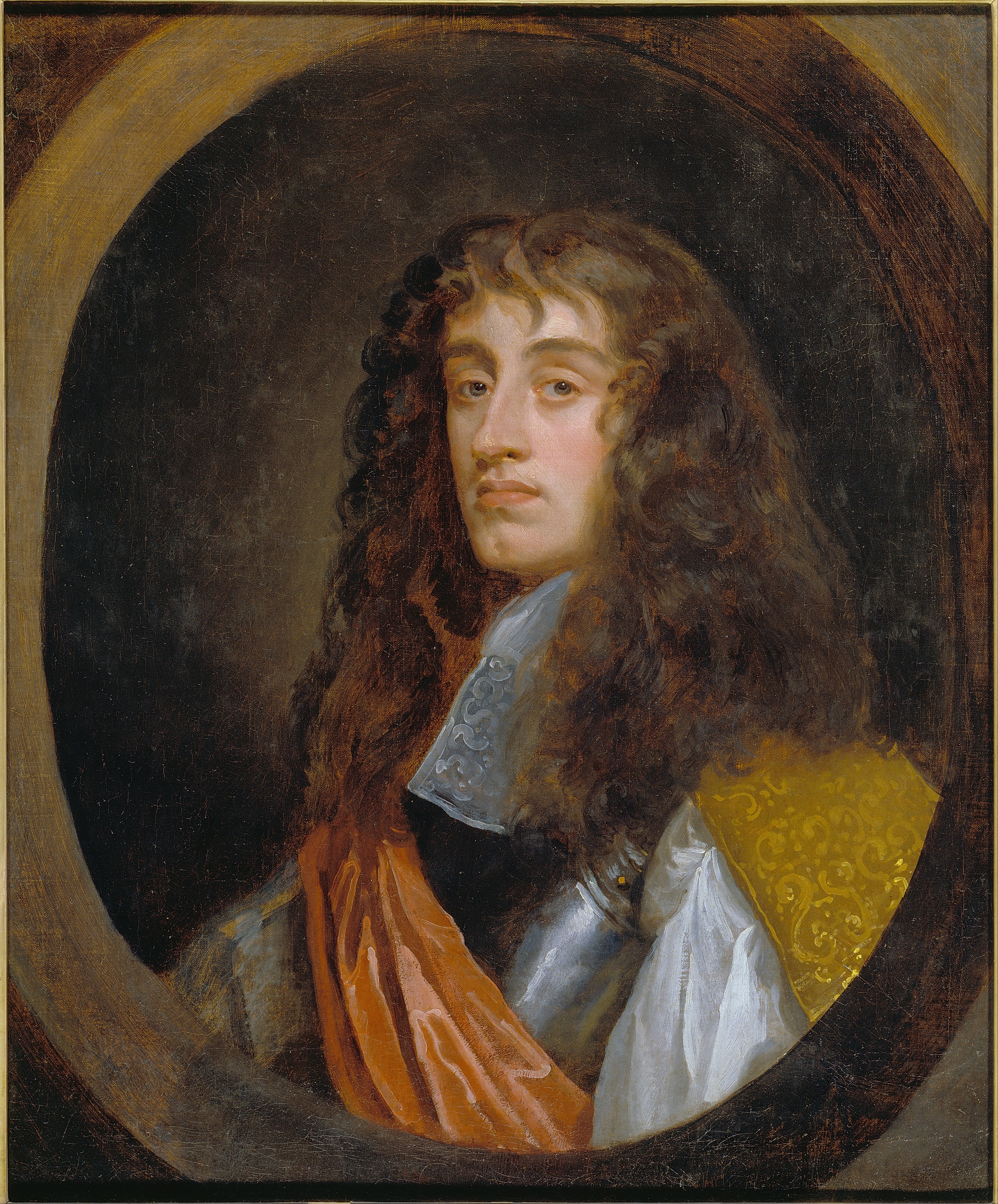
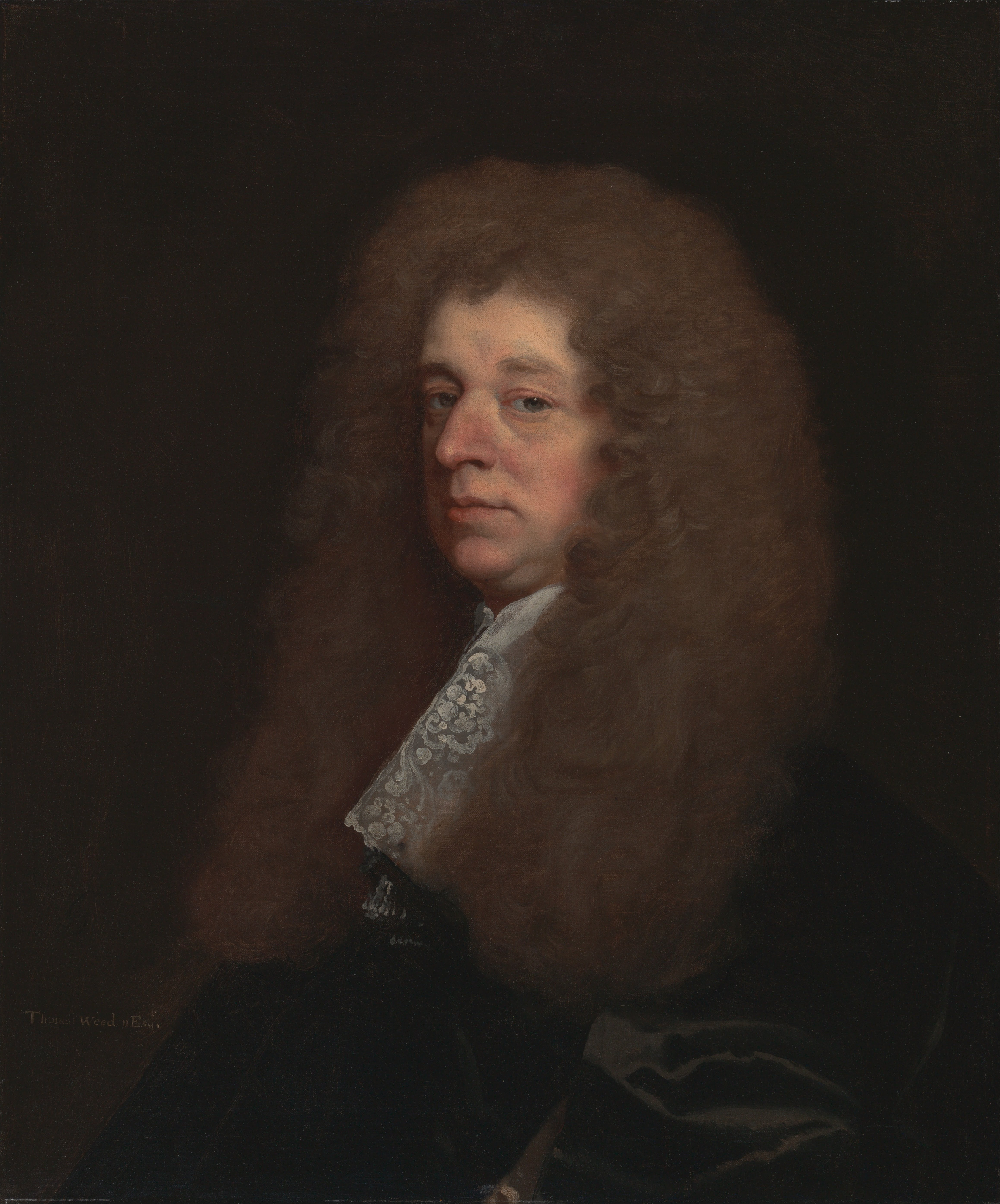
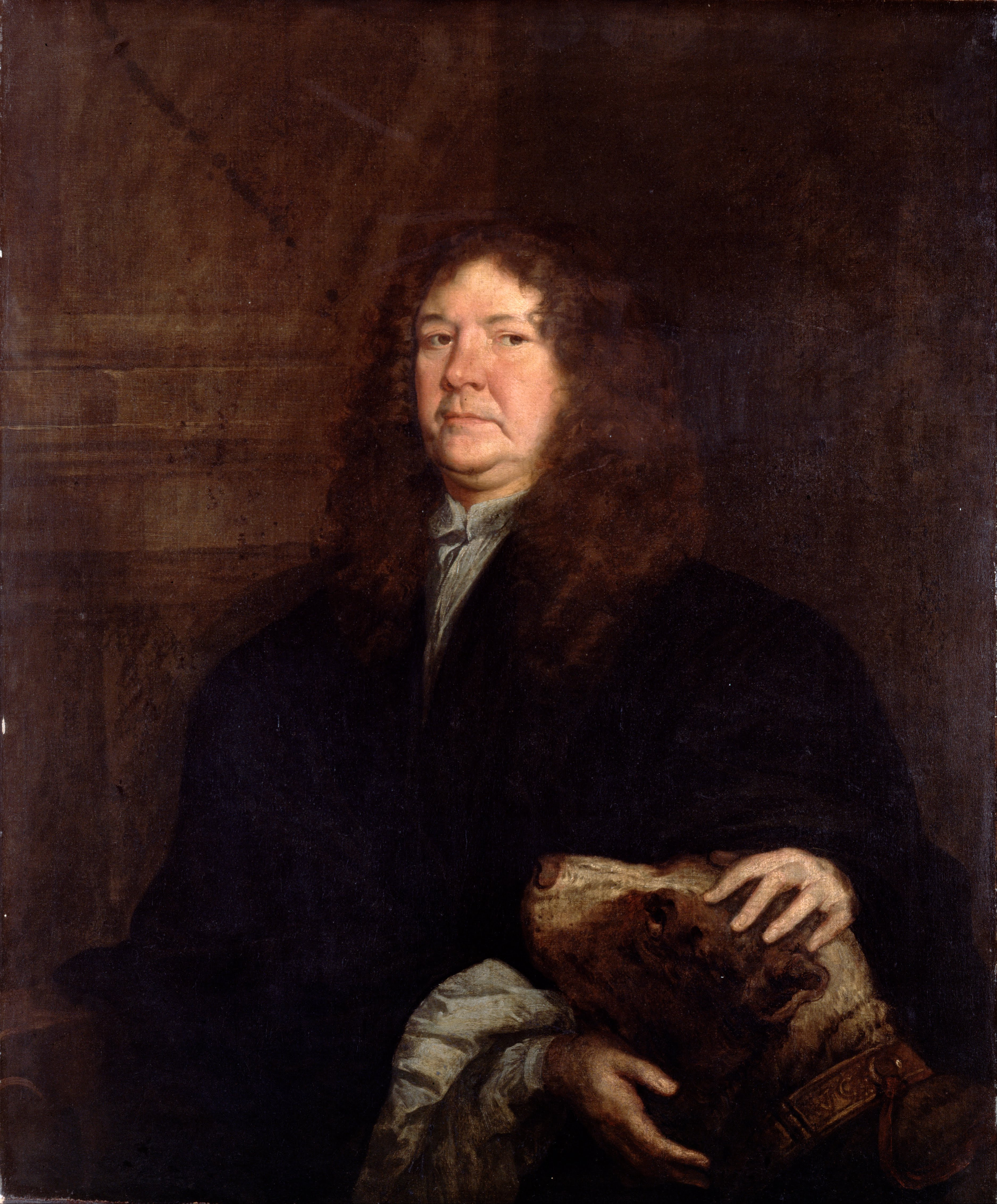
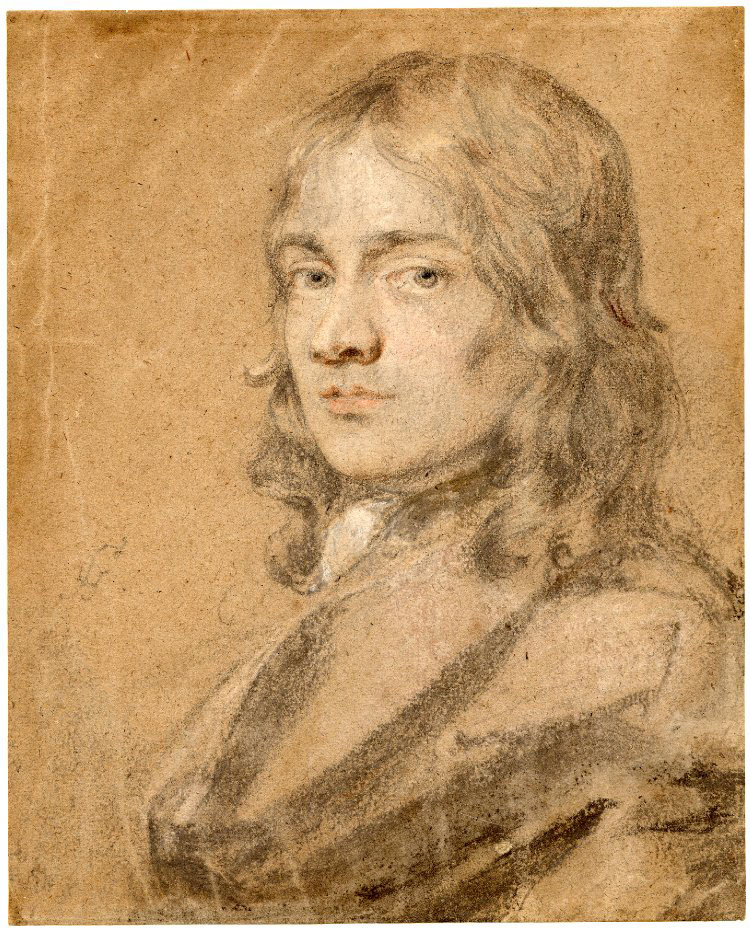